# Al-Mazra’a asz-Szarkijja
Al-Mazra’a asz-Szarkijja (arab. ‏المزرعة الشرقية‎, Al-Mazraʿa aš-Šārqiyya) – miasto w Palestynie, w muhafazie Ramallah i Al-Bira. Według danych szacunkowych Palestyńskiego Centralnego Biura Statystycznego w 2016 roku miejscowość liczyła 5752 mieszkańców.